# Eupithecia producta
Eupithecia producta är en fjärilsart som beskrevs av Bastelberge 1911. Eupithecia producta ingår i släktet Eupithecia och familjen mätare. Inga underarter finns listade i Catalogue of Life.